# 愛不愛栗絲
《愛不愛栗絲》（英語：Love Alice or not）2020年臺灣網路偶像劇，Vidol第六部自製網路威劇。以路易斯·卡羅著作的《愛麗絲夢遊仙境》為發想主軸，主打最漫畫的童話故事、最多帥哥的網路劇。由李佳穎 、王可元、文雨非、許凱皓、謝毅宏領銜主演，2020年12月16日起於 Vidol 首播，2021年5月20日由《Be Loved in House - 約．定》接檔。

## 播出時間
本段時間均以二十四小時制東八區時間（UTC+8）為準。

### 首播
| 頻道    | 所在地 | 播出日期       | 播出時間         |
| ------- | ------ | -------------- | ---------------- |
| Vidol   | 臺灣   | 2020年12月16日 | 每週三 21:30上架 |
| LINE TV | 臺灣   | 2020年12月17日 | 每週四 00:00上架 |

## 劇情大綱
剛開始工作的女主角栗絲（李佳穎 飾），是個平凡到不能再平凡的女孩。在研究所畢業前，因為非常認真讀書而荒廢戀愛，因此就算一路都有不少同學、朋友對她展開行動，栗絲也完全沒get到被追求的FU，最後總是無疾而終，以致於都28歲了，卻尚未發生實際戀愛經驗。
腦波始終與喜歡她的雄性動物們不太對頻，栗絲本來不以為意，直到有一天同時收到三個不同時期的好姊妹，邀約她擔任伴娘，栗絲驚覺不知不覺已到適婚年齡不說，好友羅莉娜（文雨非 飾）還警告她絕對不能當伴娘超過三次，否則將來會嫁不出去！這可嚇死有結婚慾的栗絲了！
夢境中，小白得知栗絲之所以一直沒談戀愛，是因為怕遇到渣男，決定送栗絲一把「愛情放大鏡」，讓她穿透男人本質。栗絲開始用放大鏡開始看每個人，並意外認識潔癖又刁鑽的柴郡（王可元 飾）、白馬王子（許凱皓 飾）、自我感覺良好到爆表的倉昊傑（謝毅宏 飾），於是就這樣的被動的主動尋找對象，在過程中她遇到很多人，發生了很多的故事，她才知道該怎麼戀愛才是對的。

## 演員列表

### 主要演員
| 演員   | 角色原型 | 角色   | 介紹 |
| 李佳穎 | 愛麗絲   | 栗絲   | 外表娃娃臉、內心溫柔率直，而且好奇心旺盛的黑色直髮平凡女孩，柴郡的女友。 28歲，從小就時常夢見自己 《愛麗絲夢遊仙境》的愛麗絲本絲，但因為覺得這個夢很丟臉，從來沒告訴過任何人。一天夢境，白兔先生問她為何都不談戀愛，栗絲說出因為不想初戀被浪費在一個渣男身上的心情，白兔先生決定要幫助她，隔天栗絲醒來，手裡就多了一個「愛情放大鏡」，喜歡柴郡。 |
| 王可元 | 柴郡貓   | 柴郡   | 魔性又傲嬌，表面上冷漠淡然，略討人厭的男子，栗絲的男友。 自尊太高時常拉不下面子、口非心是又易暴躁。但其實擁有特殊笑容，只要看過他的笑容，即便他消失在你眼前，你都會記住他露齒的笑容。 表面上冷漠略討人厭，其實內心剛烈澎湃還很細心，默默在關鍵時候給予栗絲重要幫助，並且十分純情，喜歡栗絲。                                                     |
| 文雨非 | 白兔先生 | 羅莉娜 | 自覺不適合卻又忍不住愛帥哥，內心有夠糾結的天然少女，杜度的女友。 現實世界的羅莉娜是栗絲的好友，有點帥氣。被杜度視為如果不加以保護，就會被消失的存在，羅莉娜內心對他的看法很母湯，覺得杜度住海邊是在哈囉，沒想到對他逐漸日久生情。 |
| 文雨非 | 白兔先生 | 小白   | 夢境中的小白一直陪伴在栗絲夢中，是栗絲最信任的朋友。是小白送栗絲「愛情放大鏡」，期待栗絲能因此得到幸福。 |
| 許凱皓 | 渡渡鳥   | 杜度   | 簡直滅種的「現充」，現實生活很充實的人生贏家，羅莉娜的男友。 超級無敵大帥哥，不只是白馬王子，還是正宗有錢貴公子，完美無缺，幾乎零缺點，但那只是幾乎，因為不想那麼快投入職場工作，杜度故意藉由考研究所為由，頻頻延畢。 起初被栗絲視為可考慮來一段初戀的對象，但是幾次約會下來，兩人電波不同系，沒有通電的感覺，實在有點囧。                       |
| 謝毅宏 | 睡鼠     | 倉昊杰 | 自覺是個帥哥，但比起耍帥，其實更擅長搞笑。 自我感覺良好到爆表，就是認為自己有夠帥。如果沒人跟他說話，會不小心就睡著，所以隨時要保持嘰哩呱啦的講話，不然真的秒睡給大家看，他也是千百個不願意。 天天會上網找金句來背誦，營造好像很神的FU，還會模仿各種帥哥範，可惜帥不過三秒，東施效顰，殘念到不行。                                               |

### 客串演員
| 演員   | 角色原型 | 角色          | 介紹 | 登場集數 |
| 吳承洋 | 鷲頭飛獅 | Lion          | 27歲，簡直神話生物的超級大帥哥，但是發起飆來超恐怖，最後被栗絲評為「可能被他家暴的恐怖情人」，立刻細軟跑。                 | 1        |
| 張行   | 毛毛蟲   | 大毛          | 哲學系副教授，個性顯得較嚴肅和不太友善，不會拐彎抹角，喜歡探討非常哲學性的話題。對栗絲而言，跟他講話都在被旋轉，幹話太多。 | 2        |
| 林曜晟 | 蜥蜴比爾 | Bill          | 業務員，臭屁又非常神經質，說話都像在罵人，又是個大醋桶，控制慾強，栗絲完全沒辦法跟這樣的人在一起，雖然他又高又帥。         | 3        |
| 舒子晨 | 原創     | Canary        | 柴郡前女友，從小就是萬人迷，喜歡看男生為自己爭風吃醋，也不避諱交往過很多男生，覺得青春萬歲，沒什麼不可以。                 | 4、5     |
| 陳詩雅 | 原創     | 格格          | 該屆校花，多才多藝集各種美好於一身。和杜度互動親密，讓栗絲自認毫無勝算的競爭對手。                                         | 6        |
| 冉竣文 | 派德     | 阿德          | 無業遊民，總愛找各種藉口蹭飯和酗酒。趁栗絲失意酒醉時對他毛手毛腳，事後每次想起都讓栗絲感到害怕。                           | 6        |
| 鄭凱   | 智蟲     | 小智          | 高智商男人，一心泡在程式代碼中。最後被栗絲以「智商普通限制了我的想像力」無法跟小智這樣的高智商男人在一起。                 | 7        |
| 陳玹宇 | 紅心騎士 | 路易斯        | 剛從美國移居回臺，渾身充滿性魅力，愛撩妹，更是一夜情指數破表的渣男。                                                       | 8        |
| 宋羽葤 | 原創     | March( 柴瑜 ) | 國外唸書，趁放假回來找哥哥玩。對愛情頗有一套，知道哥哥愛情總是坎坷，覺得他不太會挑對象，對栗絲充滿敵意。                   | 8、9     |
| 李博翔 | 原創     | 栗正          | 栗絲的弟弟，個性可愛又白目的有點煩。奮力推動曖昧中的栗絲跟柴郡，讓倆人的關係不斷加溫。                                     | 11、12   |

## 播出
| 集數 | 播出日期   | 每集主題                         |
| 1    | 2020/12/16 | 想改變，就先跳進兔子洞裡         |
| 2    | 2020/12/23 | 人生，總是要經歷各種「變態」     |
| 3    | 2020/12/30 | 回不到過去，那就裝傻繼續往前走   |
| 4    | 2021/1/6   | 凡事都有寓意，只要你肯去找       |
| 5    | 2021/1/13  | 奇遇，總發生在毫不起眼的時刻     |
| 6    | 2021/1/20  | 有點解釋不來，但我現在不是我自己 |
| 7    | 2021/1/27  | 整理過去，是為了走向未來         |
| 8    | 2021/2/3   | 沒有謎底的謎語                   |
| 9    | 2021/2/10  | 和時間鬧翻，被迫留在不喜歡的時空 |
| 10   | 2021/2/17  | 請告訴我，我該往哪裡走？         |
| 11   | 2021/2/24  | 只要走夠遠 一定到得了什麼地方    |
| 12   | 2021/3/3   | 夢是願望的滿足                   |

## 大事記

### 2020年
- 08月25日，愛不愛栗絲 開鏡及宣傳照拍攝[1][8]
- 08月26日，第一次 讀本會議
- 10月26日，殺青並公佈主視覺
- 11月12日，愛不愛栗絲 官方網頁上線
- 12月7日，【歡樂智多星】節目宣傳
- 12月8日，【型男大主廚】節目宣傳
- 12月13日，【全明星運動會】節目宣傳[9]
- 12月15日，愛不愛栗絲首映會[10][11][12]

- 12月15日，【安安大明星】節目宣傳
- 12月16日，【完全娛樂】節目宣傳
- 12月17日，【全民星攻略】節目宣傳
- 12月18日，殺青宴[13]
- 12月23日，【蝦皮娛樂線】節目宣傳
- 12月26日，【綜藝玩很大】節目宣傳

### 2021年
- 01月4日，【星光雲！RUN新聞】節目宣傳[14]
- 01月14日，【綜藝大熱門】節目宣傳
- 03月3日，完結篇
- 入圍2021年討論度前20名台劇

## 歌曲
| 曲別   | 歌名         | 演唱者         | 作詞                            | 作曲                 |
| 片頭曲 | 愛在發酵     | 曾韻璇、高偉勛 | 曾韻璇、高偉勛                  | 曾韻璇、高偉勛       |
| 片尾曲 | 小不小心     | 邵羽           | 邵羽                            | 張簡君偉             |
| 插曲   | Lips On Fire | 曾韻璇         | 曾韻璇、W.lin、SionC、Mia Chiao | 曾韻璇、W.lin、SionC |

## 外部連結
- 愛不愛栗絲 官方網頁 （页面存档备份，存于）- Vidol
- Vidol Facebook粉專
- Vidol Instagram粉專 （页面存档备份，存于）
- Vidol Youtube頻道 （页面存档备份，存于）
- 女孩要幹嘛Facebook粉專 （页面存档备份，存于）
- 女孩要幹嘛Instagram粉專 （页面存档备份，存于）
- 女孩要幹嘛Youtube頻道 （页面存档备份，存于）

| 臺灣 Vidol原創微劇                              | 臺灣 Vidol原創微劇                                          | 臺灣 Vidol原創微劇 |
| ----------------------------------------------- | ----------------------------------------------------------- | ------------------ |
|                                                 | 愛不愛栗絲 （2020年12月16日－2021年3月3日）                 |                    |
| 限時同居侯八天 （2020年4月10日－2020年7月24日） | Be Loved in House - 約．定 （2021年5月20日－2021年7月29日） |                    |